# Krokwie
Krokwie – czasopismo literackie, wydawane w 1920 roku przez Romana Zrębowicza i będące organem nieformalnego literackiego Klubu Konstrukcjonalistów. Pismo pomyślane było jako dwumiesięcznik, ostatecznie jednak opublikowano tylko dwa jego numery, które ukazały się w odstępie półrocznym. „Krokwie” miały być w zamyśle poświęcone zagadnieniom nowoczesnej sztuki i myśli.
„Krokwie” publikowały głównie artykuły i utwory członków Klubu Konstrukcjonalistów. Roman Jaworski opublikował na ich łamach Fanfarona i teoretyczną część Hamleta wtórego. Ukazał się tam również wiersz Zrębowicza pt. Czas oraz jego teoretyczny artykuł pt. Żywioł a konstrukcja. Z zagadnień plastyki nowoczesnej. W pierwszym numerze opublikowano również artykuł Mieczysława Rettingera, zatytułowany Rodowód wartości literackich, w którym próbował on dokonać definicji programowej konstrukcjonalizmu. Pojawiły się też w „Krokwiach” teksty Stanisława Brzozowskiego, m.in. fragmenty niepublikowanej wersji Legendy Młodej Polski oraz jego listów do Witolda Klingera.
Trzeci, nigdy nieopublikowany, numer pisma miał być, według zapowiedzi zamieszczonych na okładce numeru drugiego, poświęcony krytyce najmłodszej polskiej twórczości literackiej i artystycznej oraz zagadnieniom nowoczesnego baletu.